# 京都市立二の丸北小学校
京都市立二の丸北小学校（きょうとしりつ にのまるきたしょうがっこう）は、京都市伏見区向島二ノ丸町にあった公立小学校。略称「二の北小」、「北小」「二の北」。

## 概要
向島ニュータウン西部を学区とする京都市立向島二の丸小学校の児童数増加に対応するため、京都市立向島南小学校を向島津田町に移転し、移転後の跡地に開校した。
後年少子化の影響により児童数が減少し、周辺の小中学校を統合した小中一貫教育校を建設することになり建設地として本校敷地が選定されたことから、先行して向島二の丸小学校に統合される形で2017年3月に閉校した。
閉校前は1学年1クラス程度に減少していた。
2019年、本校跡地に向島二の丸小学校・旧二の丸北小学校・向島南小学校・向島中学校の４校を統合した小中一貫校、京都市立向島秀蓮小中学校が新規開校した。

## 沿革
- 1976年4月 - 後に二の丸北小学校となる土地に、京都市立向島南小学校が開校
- 1985年4月 - 京都市教育委員会が「向島二の丸小学校北分校」開校準備を依頼
- 1985年5月 - 「向島二の丸小学校北分校促進委員会」が発足（以下「促進委員会」という）
- 1985年6月 - 通学区を京都市教育委員会に具申し、決定。促進委員会にて、正門前への信号機設置の要望書をまとめ、署名運動を開始。
- 1985年9月 - 京都市教育委員会と工事内容について確認
- 1985年10月 - 京都市立向島南小学校を視察。京都市教育委員会から工事内容について説明を受ける。
- 1985年11月 - 促進委員会から京都市教育委員会へ、工事関係の要望書を提出
- 1985年12月 - 分校ではなく独立校として開校することが決定
- 1986年1月 - 公募の結果校名を「京都市立二の丸北小学校」と決定
- 1986年2月 - 校章・校歌・歌詞を公募により決定
- 1986年3月 - 移転作業が始まる
- 1986年4月 - 京都市立向島南小学校を向島津田町に移転、移転後の敷地に京都市立二の丸北小学校開校。第1回入学式の挙式（児童99名）。
- 1986年5月 - 運動場の南校舎南側部分に花壇を整備
- 1986年7月 - 校舎の改修・改装工事を実施
- 1987年5月 - 最高児童数を記録（622名）
- 1988年2月 - プール更衣室を設置
- 1986年11月 - 体育館の壁面工事を実施
- 1986年12月 - 「うるおい広場」に観察池・藤棚・野外テーブルを設置
- 1989年7月 - 「ポプラ散歩」が始まる
- 1991年10月 - 「ランちゃん」が始まる
- 1993年11月 - 受水槽が完成
- 1995年4月 - プール横に外炊事場を設置
- 1995年6月 - 創立10周年記念式典が開催される
- 1996年4月 - 「向島ふるさと館」が完成
- 1997年8月 - コンピュータ室を設置
- 1998年12月 - 二の丸北小学校ホームページ開設
- 2001年4月 - 全学級が１クラスのみとなる
- 2003年4月 - 育成学級を新設
- 2003年7月 - 北校舎耐震補強工事の開始
- 2004年4月 - 2学期制を導入
- 2005年7月 - 創立２０周年記念事業「ビオトープづくり」
- 2005年8月 - 新しい鳥小屋が完成。PTAより数寄屋風待合小屋が寄贈、ビオトープ周辺に設置
- 2005年11月 - 創立２０周年記念式典を開催
- 2006年1月 - 「子どもの安全パトロール隊」が活動開始
- 2006年2月 - 玄関前に噴水を設置
- 2006年8月 - 普通教室にエアコンを設置完了
- 2006年11月 - ビオトープに木製テーブルを設置
- 2007年5月 - プールの浄化設備を更新
- 2007年7月 - 理科室前の花壇横にかまどを設置
- 2007年8月 - 校内LAN整備完了。図書室の電子管理を開始。
- 2008年5月 - プールの腰洗い槽・シャワーを改修
- 2013年7月 - 地域住民の協力によりビオトープが改修される
- 2013年8月 - 「4校合同小中一貫教育学習会」を開催
- 2013年9月 - 「4校PTA小中一貫教育創設検討協議会」を開催
- 2013年11月 - 「4校合同小中一貫教育学習会」を開催
- 2013年12月 - NHKが「出前板さん教室」を取材・おはよう朝日で放送。「少中一貫教育校の創設検討に関するPTA全体会」を開催
- 2014年1月 - PTA臨時総会で「4校統合」が決議される
- 2014年5月 - 「小中一貫教育校創設検討協議会」が3学区合同で組織される・協議会で凌風学園を見学。
- 2014年7月 - 京都市教育委員会に小中一貫教育校の創設を求める要望書を提出
- 2014年8月 - 第1回向島中学校区小中一貫教育校創設協議会を開催
- 2014年9月 - 京都新聞による取材「母校の一番」。京都市教育委員会の委員が来校。
- 2015年1月 - PTAの臨時総会を開催
- 2015年5月 - 向島幼稚園が北校舎3階を仮園舎として使用開始
- 2015年11月 - 創立30周年記念式典・記念事業を実施
- 2016年6月 - 閉校記念事業実行委員会の発足
- 2016年2月 - 野外学習を向島二の丸小学校と合同で実施
- 2017年3月 - 向島地区小中学校４校を統合した小中一貫校建設のため、二の丸北小学校は閉校。閉校記念事業が開催される。一次統合先は向島二の丸小学校。[3]
- 2019年4月 - 向島二の丸小学校、向島南小学校、向島中学校が統合し、本校跡地に京都市立向島秀蓮小中学校が開校。

## 校名・校歌・校章

### 校名
向島ニュータウン造成により、急激に児童数が増加したことにより、「向島二の丸小学校北分校」の計画が始まる。のちに独立校としての開校が決まると、学校名が公募され、1986年1月、「京都市立二の丸北小学校」に決定した。

### 校歌
1986年2月、公募により決定。開校から閉校まで、長谷川 千種が作詞・船越 修が作曲を担当した「二の丸北小学校 校歌」が使用された。体育館には歌詞を書いた書が掲示され、式典の際など、盛んに全校児童での合唱が行われた。

### 校章

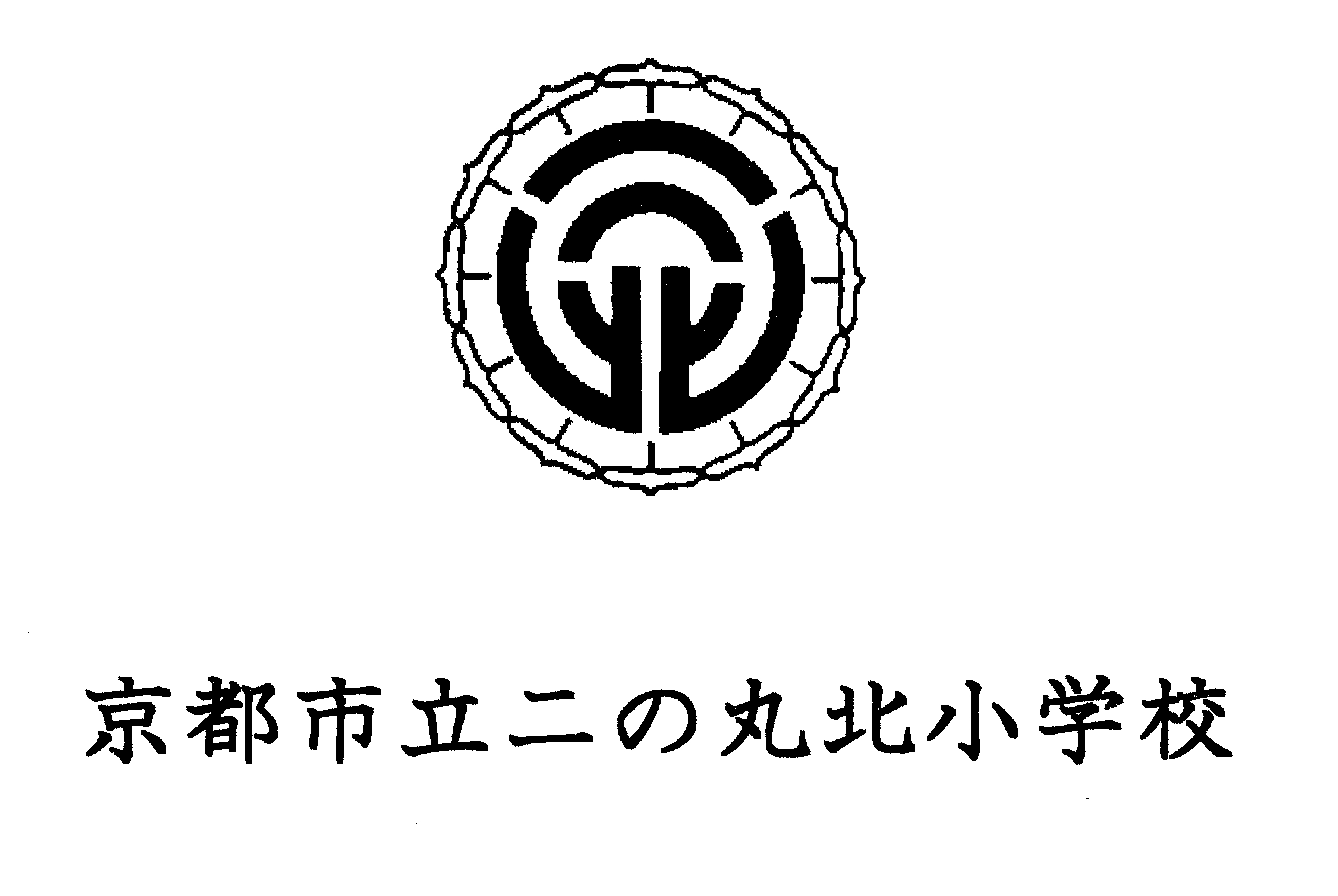
京都市立二の丸北小学校の校章

1986年2月、公募により校章が決定。校旗をはじめ、様々な場面で使用された。
「二」と「北」を二の丸のマルに合わせて円形にデザインし、全体として、子どもが大きく両手を挙げている元気な姿を表現した。周囲は向島二の丸小学校の校旗と同じ蓮の花弁を配し、姉妹校としてのつながりを示した。三方の分割は、知・徳・体の調和のとれた成長の願いを込めている。—校章の由来、閉校記念誌「二の丸北 輝ける31年のあゆみ」

## 地理

### 校区（通学区・学区）
校区は二の丸北学区。向島ニュータウン2、3、4街区を含む。卒業後は原則京都市立向島中学校に進学する。

### 交通アクセス
- 近鉄京都線 向島駅下車 北へ約450m

- 近鉄バス「二ノ丸西」下車 約270m